# 帕拉維奇尼宮

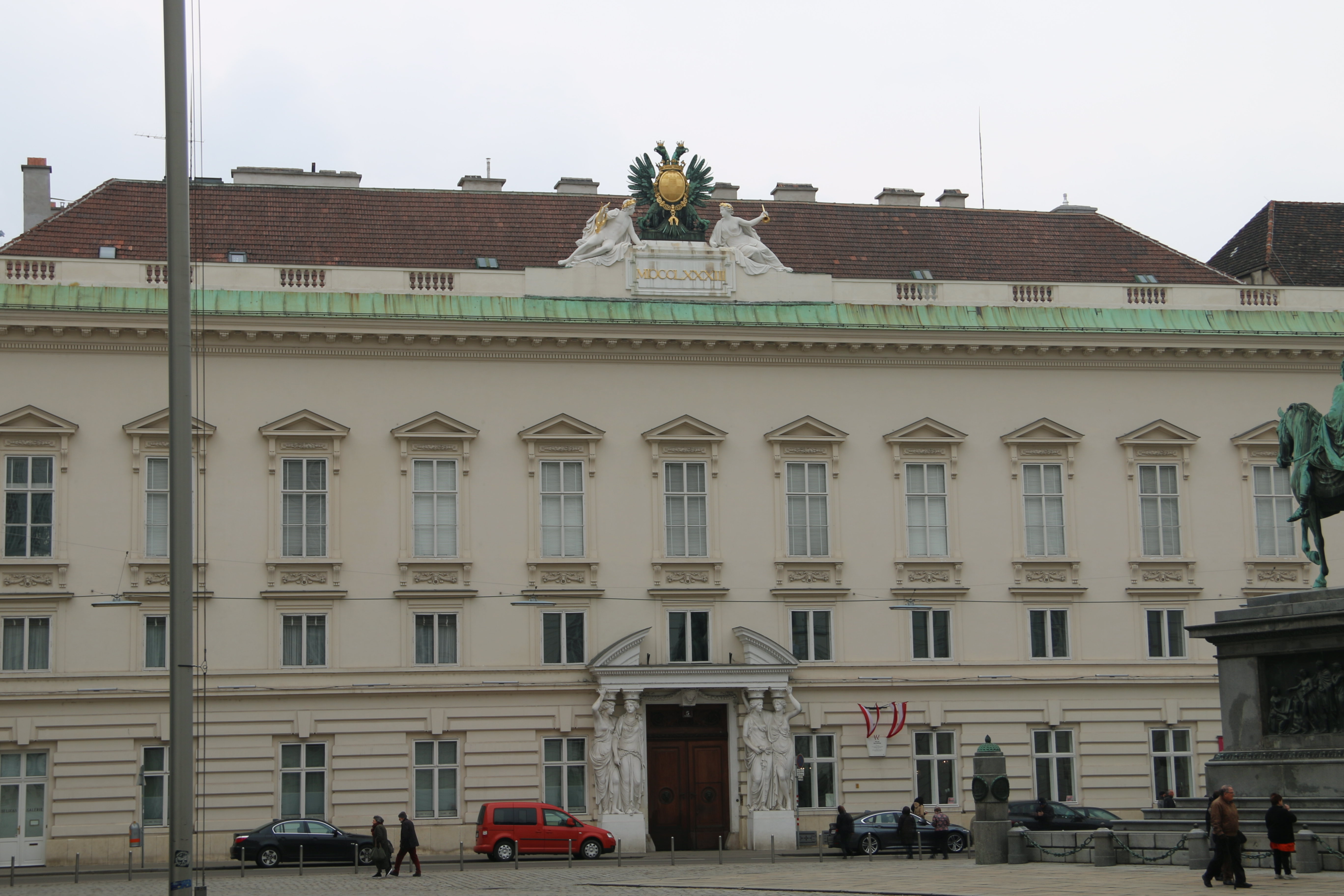
帕拉維奇尼宮

帕拉維奇尼宮（Palais Pallavicini）是奧地利首都維也納的一座宮殿建築。這座建築位於約瑟夫廣場，由貴族帕拉維奇尼家族所有。這座建築修建於1784年，外觀是新古典主義風格。該建築曾用來拍攝電影黑獄亡魂。

## 外部連結
- 维基共享资源上的相關多媒體資源：帕拉維奇尼宮
- Official website of Palais Pallavicini （页面存档备份，存于）

48°12′24″N 16°22′02″E / 48.20667°N 16.36722°E